# Wolodymyr Malanjuk
Wolodymyr Malanjuk (russisch Влади́мир Па́влович Маланю́к; * 21. Juli 1957 in Archangelsk; † 2. Juli 2017 in Kiew) war ein ukrainischer Schachspieler.
In den Jahren 1980, 1981 und 1986 gewann er die Meisterschaft der Ukrainischen SSR.
Er spielte für die Ukraine bei drei Schacholympiaden: 1994, 1996 und 1998. Außerdem nahm er zweimal an der Mannschaftsweltmeisterschaft (1993 und 1997) und an der Europäischen Mannschaftsmeisterschaft (1999) teil.
Im Jahre 2010 gewann er das Schachfestival Bad Wörishofen.
| Hier fehlt eine Grafik, die leider im Moment aus technischen Gründen nicht angezeigt werden kann. Wir arbeiten daran! |